# Xianyang

Blick über den Wei He auf Xianyang

Xianyang (chinesisch 咸陽市 / 咸阳市, Pinyin Xiányáng Shì) ist eine bezirksfreie Stadt der Provinz Shaanxi in der Volksrepublik China. Sie liegt 25 km nordwestlich von Xi’an am Wei-Fluss in der zentralen Guanzhong-Ebene. Die Stadtfläche beträgt 10.324 Quadratkilometer inkl. der von ihr verwalteten Vororte und hat 4.983.340 Einwohner (Stand: Zensus 2020). In dem eigentlichen städtischen Siedlungsgebiet von Xianyang leben 944.316 Menschen (Stand: Zensus 2020).

## Geschichte
Xianyang war Hauptstadt von Qin.

## Wirtschaft
Dreizehn Kilometer von der Stadt entfernt liegt der internationale Flughafen Xi’an Xianyang, der größte Flughafen im Nordwesten Chinas. In der Stadt werden Farbfernsehgeräte, Textilien, Maschinen, Lebensmittel und Baustoffe produziert. Es gibt Kohlebergwerke und Steinbrüche, in denen Muschelkalkstein abgebaut wird. In der Region wird Weizen und Baumwolle angebaut.
Die Longhai-Bahn und die Schnellfahrstrecke Xuzhou–Lanzhou verbinden Xianyang mit Lanzhou und Lianyungang.

## Tourismus
Auf dem Gebiet Xianyangs liegen viele als Denkmäler der Volksrepublik China klassifizierte Stätten, wie
das Shunling-Mausoleum und die Stätte der Hauptstadt Xianyang des Staates Qin. Im Stadtbezirk Weicheng befinden sich das Mausoleum Han Yang Ling (汉阳陵) des Han-Kaisers Jingdi, das Changling-Mausoleum, die Tang-zeitliche Grabanlage Xing Ning Ling (兴宁陵), die Ming-zeitliche Nördliche Eisen-Pagode, und der Konfuzianische Tempel von Xianyang, im Stadtbezirk Qindu liegen die Qin- und Han-zeitlichen Ruinen der Shahe-Brücke, und im Stadtbezirk Yangling liegt das Tailing-Mausoleum des Sui-Kaisers Wen.

## Administrative Gliederung
Die bezirksfreie Stadt Xianyang setzt sich auf Kreisebene aus drei Stadtbezirken, zwei kreisfreien Städten und neun Kreisen zusammen. Diese sind (Stand: Zensus 2020):
- Stadtbezirk Qindu – 秦都区, Qíndū Qū, 116 km², 491.631 Einwohner;
- Stadtbezirk Weicheng – 渭城区, Wèichéng Qū, 19 km², 303.516 Einwohner;
- Stadt Binzhou – 彬州市, Bīnzhōu Shì, 1.182 km², 300.226 Einwohner;
- Stadt Xingping – 兴平市, Xīngpíng Shì, 454 km², 463.254 Einwohner;
- Kreis Sanyuan – 三原县, Sānyuán Xiàn, 577 km², 357.250 Einwohner;
- Kreis Jingyang – 泾阳县, Jīngyáng Xiàn, 570 km², 241.675 Einwohner;
- Kreis Qian – 乾县, Qián Xiàn, 1.000 km², 456.680 Einwohner;
- Kreis Liquan – 礼泉县, Lǐquán Xiàn, 1.011 km², 365.555 Einwohner;
- Kreis Yongshou – 永寿县, Yǒngshòu Xiàn, 888 km², 160.230 Einwohner;
- Kreis Changwu – 长武县, Chángwǔ Xiàn, 570 km², 148.404 Einwohner;
- Kreis Xunyi – 旬邑县, Xúnyì Xiàn, 1.774 km², 211.932 Einwohner;
- Kreis Chunhua – 淳化县, Chúnhuà Xiàn, 985 km², 141.756 Einwohner;
- Kreis Wugong – 武功县, Wǔgōng Xiàn, 392 km², 317.733 Einwohner.

Der ehemalige Stadtbezirk Yangling – 杨陵区, Yánglíng Qū, in dem seit 1997 eine Landwirtschaftliche High-Tech Demonstrationszone errichtet wird, wurde der Provinzregierung direkt unterstellt.